# Бенволио
Бенволио (англ. Benvolio) — персонаж трагедии Уильяма Шекспира «Ромео и Джульетта». Племянник Монтекки и двоюродный брат и друг Ромео. Бенволио неудачно пытается предотвратить насилие между семьями Капулетти и Монтекки.

## Этимология имени
Имя Бенволио означает «добрая воля» или «доброжелатель» или «миротворец». (Для сравнения: имя Мальволио из «Двенадцатой ночи» — «недоброжелатель»).

## Роль в спектакле
Бенволио — племянник Монтекки и двоюродный брат Ромео. Шекспир изображает его как доброго и внимательного мужчину, наиболее уравновешенного из всех Монтекки и Капулетти, который пытается приглядывать за своим двоюродным братом. Главная функция Бенволио — поощрить Ромео пойти на вечеринку, где тот влюбится в Джульетту.
В I акте пытается отвлечь кузена от его захвата Розалиною.
В III акте он выводит смертельно раненого Меркуцио за кулисы, а потом возвращается и сообщает Ромео о его смерти.
Бенволио пытается смягчить приговор Ромео за убийство Тибальта, сообщив князю, что не Ромео был инициатором боя.